# Гажа-ла-Сельв
Гажа́-ла-Сельв (фр. Gaja-la-Selve) — коммуна во Франции, находится в регионе Лангедок — Руссильон. Департамент коммуны — Од. Входит в состав кантона Фанжо. Округ коммуны — Каркасон.
Код INSEE коммуны — 11159.

## Население
Население коммуны на 2008 год составляло 166 человек.
| 1962 | 1968 | 1975 | 1982 | 1990 | 1999 | 2008 |
| ---- | ---- | ---- | ---- | ---- | ---- | ---- |
| 101  | 127  | 110  | 129  | 133  | 126  | 166  |

## Экономика
В 2007 году среди 97 человек в трудоспособном возрасте (15—64 лет) 73 были экономически активными, 24 — неактивными (показатель активности — 75,3 %, в 1999 году было 71,1 %). Из 73 активных работали 63 человека (33 мужчины и 30 женщин), безработных было 10 (5 мужчин и 5 женщин). Среди 24 неактивных 7 человек было учащимися или студентами, 5 — пенсионерами, 12 были неактивными по другим причинам.

## Достопримечательности
- Церковь Сен-Мартен
- Замок Ла-Куртен
- Замок Сен-Совер